# George Armstrong (hockey sur glace)
Pour les articles homonymes, voir George Armstrong et Armstrong.
Temple de la renommée : 1975
George Edward Armstrong, surnommé chief, (né le 6 juillet 1930 à Skead dans la province de l'Ontario au Canada et mort le 24 janvier 2021) est un joueur de hockey sur glace ayant évolué durant 21 saisons dans la Ligue nationale de hockey pour les Maple Leafs de Toronto.

## Carrière amateur
De descendance irlandaise et algonquin, George « Chief » Armstrong passa sa jeunesse à Falconbridge, petite localité située au sud de Sudbury en Ontario, alors que son père travaillait dans des mines d'argents. À l'âge de seize ans, alors qu'il évoluait avec les Redmen junior de Copper Cliff dans la Northern Ontario Hockey Association, Armstrong retient l'attention des Maple Leafs de Toronto qui le mirent sur leur liste de joueur protégé.
Il rejoint pour la saison 1947-1948 l'équipe junior A affilié au Leafs, les Kroehlers de Stratford qui évoluaient dans la Ontario Hockey Association junior. Âgé seulement de dix-sept ans, il domina littéralement cette ligue en récoltant un total de 73 points en 36 rencontres et fut nommé le joueur par excellence de la ligue. Impressionné par ces résultats, les Maple Leafs lui demandèrent alors de rejoindre pour la saison suivante leur club affilié principal, les Marlboros de Toronto. Commençant la saison 1948-1949 avec eux au niveau junior, il rejoint leur club sénior en cours de saison et prit part avec ces derniers au championnat du hockey sénior au Canada où les vainqueurs se voit remettre la Coupe Allan.
La saison suivante, Armstrong décrocha un poste permanent avec l'équipe. Il démontra tout son talent offensif en récoltant 64 buts en 45 rencontres et aida les Marlies à retourner au tournoi de la coupe Allan. Durant ce tournoi, les Marlies visitèrent la Stoney Indian Reserve, une réserve amérindienne situé dans la province de l'Alberta. Les gens de la réserve apprirent alors que George Armstrong possédait des origines algonquiennes. Ils décidèrent de faire une cérémonie où, selon leur tradition, il remirent à Armstrong ses plumes ainsi qu'un surnom le représentant : Big Chief Shoot the Puck, ou littéralement, le grand chef qui lance la rondelle.

## Carrière professionnelle
Le « chief » joua la majorité des deux saisons suivantes pour le club-école des Maple Leafs dans la Ligue américaine de hockey, les Hornets de Pittsburgh, avant de rejoindre la LNH pour de bon en 1952-1953. Bien que n'ayant jamais été un rapide patineur, il ne se faisait que très rarement prendre hors position car son point fort était de bien contrer l'adversaire. Il ne marqua jamais autant qu'à son passage au niveau junior, cependant, sa détermination, son leadership et son sens de l'humour aida grandement les Maple Leafs alors que ceux-ci avait peine à se remettre de la disparition tragique de leur coéquipier Bill Barilko survenu à l'été 1951.
Armstrong fut nommé le capitaine de l'équipe au début de la saison 1957-1958 et pour le présenté à la foule, le président des Maple Leafs Conn Smythe dit : “Ce capitaine sera le meilleur des capitaines que les Maple Leafs n'auront jamais eu”. Quelque temps plus tard, pour rendre hommage à Armstrong, Smythe nomma un de ses chevaux Big Chief Army. seulement deux autres personnes reçurent un honneur semblable provenant de Smythe, soit Charlie Conacher et Jean Béliveau.
Au terme de sa carrière, le « chief » dirigea les Marlboros de Toronto de la LHO et mena ceux-ci à deux championnat de la Coupe Memorial, en 1973 et en 1975. En 1978, il rejoint les Nordiques de Québec en tant que recruteur. Ils restera avec eux durant neuf saisons avant de retourner à Toronto en tant qu'assistant au directeur général et recruteur. Mais ce retour dans la ville reine ne fut pas pour le mieux et Armstrong se retrouva dans une position inconfortable lors de la saison 1988-1989 lorsqu’il dut tenir le rôle d'entraîneur-chef de façon intérimaire pour les 47 dernières rencontres de la saison. Il retourna à son poste de recruteur la saison suivante et s'occupa de l'évaluation des jeunes provenant de la Ligue de hockey de l'Ontario.
Il fut intronisé au Temple de la renommée du hockey en 1975.

## Parenté dans le sport
Il est l'oncle du joueur de hockey professionnel, Dale McCourt.

## Statistiques
| Saison     | Équipe                 | Ligue       |       | Saison régulière | Saison régulière | Saison régulière | Saison régulière | Saison régulière |    | Séries éliminatoires | Séries éliminatoires | Séries éliminatoires | Séries éliminatoires | Séries éliminatoires |
| Saison     | Équipe                 | Ligue       | PJ    | B                | A                | Pts              | Pun              | PJ               | B  | A                    | Pts                  | Pun                  |                      |                      |
| 1947-1948  | Kroehlers de Stratford | AHO jr.     | 36    | 33               | 40               | 73               | 33               | 2                | 1  | 0                    | 1                    | 6                    |                      |                      |
| 1948-1949  | Marlboros de Toronto   | AHO jr.     | 39    | 29               | 33               | 62               | 89               | 10               | 7  | 10                   | 17                   | 2                    |                      |                      |
| 1948-1949  | Marlboros de Toronto   | AHO sr.     | 3     | 0                | 0                | 0                | 2                |                  |    |                      |                      |                      |                      |                      |
| 1948-1949  | Marlboros de Toronto   | Coupe Allan |       |                  |                  |                  |                  | 10               | 2  | 5                    | 7                    | 6                    |                      |                      |
| 1949-1950  | Maple Leafs de Toronto | LNH         | 2     | 0                | 0                | 0                | 0                |                  |    |                      |                      |                      |                      |                      |
| 1949-1950  | Marlboros de Toronto   | AHO sr.     | 45    | 64               | 51               | 115              | 74               | 3                | 0  | 0                    | 0                    | 0                    |                      |                      |
| 1949-1950  | Marlboros de Toronto   | Coupe Allan |       |                  |                  |                  |                  | 17               | 19 | 19                   | 38                   | 18                   |                      |                      |
| 1950-1951  | Hornets de Pittsburgh  | LAH         | 71    | 15               | 33               | 48               | 49               | 13               | 4  | 9                    | 13                   | 6                    |                      |                      |
| 1951-1952  | Maple Leafs de Toronto | LNH         | 20    | 3                | 3                | 6                | 30               | 4                | 0  | 0                    | 0                    | 2                    |                      |                      |
| 1951-1952  | Hornets de Pitssburgh  | LAH         | 50    | 30               | 29               | 59               | 62               |                  |    |                      |                      |                      |                      |                      |
| 1952-1953  | Maple Leafs de Toronto | LNH         | 52    | 14               | 11               | 25               | 54               |                  |    |                      |                      |                      |                      |                      |
| 1953-1954  | Maple Leafs de Toronto | LNH         | 63    | 17               | 15               | 32               | 60               | 5                | 1  | 0                    | 1                    | 2                    |                      |                      |
| 1954-1955  | Maple Leafs de Toronto | LNH         | 66    | 10               | 18               | 28               | 80               | 4                | 1  | 0                    | 1                    | 4                    |                      |                      |
| 1955-1956  | Maple Leafs de Toronto | LNH         | 67    | 16               | 32               | 48               | 97               | 5                | 4  | 2                    | 6                    | 0                    |                      |                      |
| 1956-1957  | Maple Leafs de Toronto | LNH         | 54    | 18               | 26               | 44               | 37               |                  |    |                      |                      |                      |                      |                      |
| 1957-1958  | Maple Leafs de Toronto | LNH         | 59    | 17               | 25               | 42               | 93               |                  |    |                      |                      |                      |                      |                      |
| 1958-1959  | Maple Leafs de Toronto | LNH         | 59    | 20               | 16               | 36               | 37               | 12               | 0  | 4                    | 4                    | 10                   |                      |                      |
| 1959-1960  | Maple Leafs de Toronto | LNH         | 70    | 23               | 28               | 51               | 60               | 10               | 1  | 4                    | 5                    | 4                    |                      |                      |
| 1960-1961  | Maple Leafs de Toronto | LNH         | 47    | 14               | 19               | 33               | 21               | 5                | 1  | 1                    | 2                    | 0                    |                      |                      |
| 1961-1962  | Maple Leafs de Toronto | LNH         | 70    | 21               | 32               | 53               | 27               | 12               | 7  | 5                    | 12                   | 2                    |                      |                      |
| 1963-1964  | Maple Leafs de Toronto | LNH         | 66    | 20               | 17               | 37               | 14               | 14               | 5  | 8                    | 13                   | 10                   |                      |                      |
| 1964-1965  | Maple Leafs de Toronto | LNH         | 59    | 15               | 22               | 37               | 14               | 6                | 1  | 0                    | 1                    | 4                    |                      |                      |
| 1965-1966  | Maple Leafs de Toronto | LNH         | 70    | 16               | 35               | 51               | 12               | 4                | 0  | 1                    | 1                    | 4                    |                      |                      |
| 1966-1967  | Maple Leafs de Toronto | LNH         | 70    | 9                | 24               | 33               | 26               | 9                | 2  | 1                    | 3                    | 6                    |                      |                      |
| 1967-1968  | Maple Leafs de Toronto | LNH         | 62    | 13               | 21               | 34               | 4                |                  |    |                      |                      |                      |                      |                      |
| 1968-1969  | Maple Leafs de Toronto | LNH         | 53    | 11               | 16               | 27               | 10               | 4                | 0  | 0                    | 0                    | 0                    |                      |                      |
| 1969-1970  | Maple Leafs de Toronto | LNH         | 49    | 13               | 15               | 28               | 12               |                  |    |                      |                      |                      |                      |                      |
| 1970-1971  | Maple Leafs de Toronto | LNH         | 59    | 7                | 18               | 25               | 6                | 6                | 0  | 2                    | 2                    | 0                    |                      |                      |
| Totaux LNH | Totaux LNH             | Totaux LNH  | 1 187 | 296              | 417              | 713              | 721              | 110              | 26 | 34                   | 40                   | 52                   |                      |                      |

## Honneur et trophée
Association de hockey de l'Ontario
- Vainqueur de la Coupe Allan avec les Marlboros de Toronto en 1950.

Ligue nationale de hockey
- Vainqueur de quatre Coupe Stanley avec les Maple Leafs (1962, 1963, 1964 et 1967).
- Invité à sept reprises au Match des étoiles de la Ligue nationale de hockey (les 10e, 11e, 13e, 16e, 17e, 18e et 21e).
- Intronisé au Temple de la renommée du hockey en 1975.